# Kóró Hondžó
Kóró Hondžó (本庄 光郎, Honjō Kōrō, 1907–1995) byl japonský výtvarný fotograf aktivní ve 20. století.

## Životopis
Narodil se v roce 1907 v Osace, kde pak téměř půl století. Silně byl ovlivněn avantgardním uměním, jako je surrealismus. Byl známý tím, že produkoval mnoho aktů a plně využíval celou řadu různých technik. V roce 1935 se připojil se k fotoklubu Naniwa, o dva roky získal ocenění na výstavě klubu za snímek, ve kterém plně využil techniky vysokého kontrastu. Kromě toho s dalšími členy Fotoklubu Naniwa založil „avantgardní uměleckou skupinu“. V roce 1945 byl jeho fotoateliér poškozen náletem na Osaku. Jeho fotografické negativy a originální tisky byly zničeny. Poté se přestěhoval do Nišinomija v prefektuře Hjogo. Práce fotoklubu Naniwa byl kvůli válce pozastaven, a jakmile to bylo možné udělali jeho členové vše pro to, abych jej znovu vybudovali. Ihned po válce začal Kóró Hondžó pořizovat fotografie aktů. V roce 1954 vystavoval na výstavě „Subjective Photograph“ konané v Saarbrückenu. V letech 1958–1965 vydávala jeho díla anglická fotografická „Ročenka fotografie“. V 60. letech jeho díla publikovala americká ročenka „US Camera“. v roce 1976 a 1989 obdržel cenu od Japonské fotografické společnosti. V roce 1992 obdržel kulturní cenu prefektury Hjogo.
Zemřel v roce 1995.

## Publikace
- 1938 – Vydáno dílo „Zařízení pro regeneraci snů“.
- 1940 – Vydáno dílo „Proud vědomí“.
- 1992 – „Nude Space Time Hondžó Micuo Photobook“ (「ヌード・スペース・タイム 本庄光郎写真集」, Toho Publishing)
- 1988 – „Fotoklub Kijoši Koiši a Naniwa“ (「小石清と浪華写真倶楽部」, katalog, obchodní domy Seibu)
- 1990 – „Poválečná fotografie, reprodukce a vývoj 1945–1955“ (「戦後写真・再生と展開1945―55」, katalog, Muzeum umění prefektury Jamaguči)